# Coaraci
Coaraci là một đô thị thuộc bang Bahia, Brasil. Đô thị này có diện tích 296,82 km², dân số năm 2007 là 22597 người, mật độ 76,13 người/km².